# ماديسون بيلي
ماديسون بيلي (بالإنجليزية: Madison Bailey)‏ هي ممثلة أمريكية، ولدت في 29 يناير 1999 في كارولاينا الشمالية في الولايات المتحدة.

## وصلات خارجية
- ماديسون بيلي على موقع IMDb (الإنجليزية)
- ماديسون بيلي على موقع ألو سيني (الفرنسية)
- ماديسون بيلي على موقع قاعدة بيانات الفيلم (الإنجليزية)